# Admiral Graf Spee
Die Admiral Graf Spee war ein Panzerschiff der Deutschland-Klasse, das von der deutschen Kriegsmarine während des Spanischen Bürgerkrieges und zum Beginn des Zweiten Weltkrieges eingesetzt wurde.
Der einzige Einsatz des Schiffes im Zweiten Weltkrieg war eine Kaperfahrt im Südatlantik im Rahmen des Handelskrieges, bei dem neun Handelsschiffe mit 50.000 BRT ohne einen Verlust von Menschenleben versenkt wurden. Vor Uruguay wurde die Spee am 13. Dezember 1939 im Kampf gegen drei britische Kreuzer beschädigt. Das Schiff lief Montevideo an, um seine volle Seefähigkeit wiederherzustellen. Währenddessen blockierten britische Kriegsschiffe die Mündung des Río de la Plata. Die Regierung von Uruguay bestand auf einer Ausreise des Schiffes innerhalb von 72 Stunden, wodurch eine Reparatur nicht möglich war. Da sich Kommandant Hans Langsdorff – teilweise auch aufgrund von Falschinformationen – in aussichtsloser Lage glaubte und einen Durchbruchsversuch als chancenlos betrachtete, ließ er das Schiff am 17. Dezember 1939 von der eigenen Besatzung im Río de la Plata vor Montevideo versenken. Er selbst nahm sich drei Tage später – am 20. Dezember 1939 – in Buenos Aires durch Erschießen das Leben.

## Geschichte

### Bau und erste Einsatzjahre

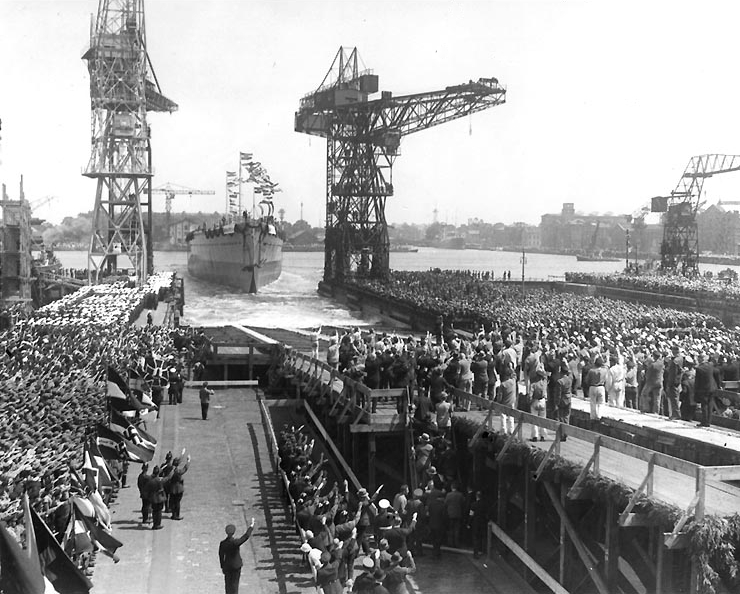
Stapellauf in Wilhelmshaven, 30. Juni 1934

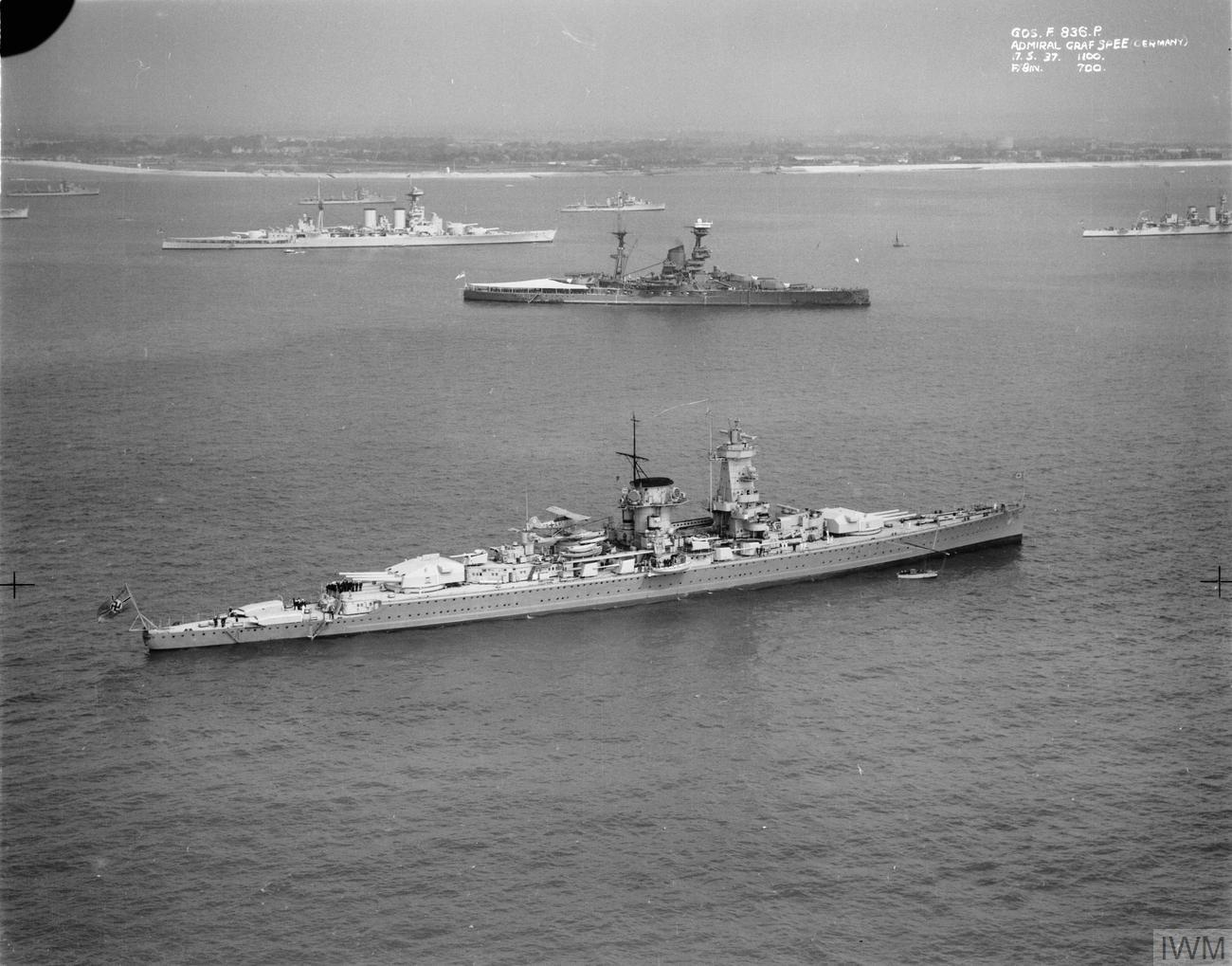
Hood (hinten), Resolution (Mitte), Admiral Graf Spee (vorne). Anlässlich der Krönung von George VI., Mai 1937, Portsmouth

Die Admiral Graf Spee, benannt nach Maximilian von Spee, wurde am 1. Oktober 1932 als geplanter Ersatz für die Braunschweig bei der Reichsmarinewerft in Wilhelmshaven auf Kiel gelegt, am 30. Juni 1934 vom Stapel gelassen und am 6. Januar 1936 fertiggestellt.
Erster Kommandant war Kapitän zur See Conrad Patzig. Die ersten drei Monate ihrer Laufzeit verbrachte die Admiral Graf Spee mit umfangreichen Probefahrten, um das Schiff für den Kriegseinsatz vorzubereiten. Nach ihrer Indienststellung wurde die Admiral Graf Spee zum Flaggschiff der Kriegsmarine. Im Sommer 1936, nach dem Ausbruch des Spanischen Bürgerkriegs, fuhr sie in den Atlantik, um an Patrouillen vor der von den Republikanern gehaltenen spanischen Küste teilzunehmen. Dort beteiligte sich die Admiral Graf Spee an der Schlacht von Málaga. Mit Seestreitkräften Großbritanniens, Italiens und Frankreichs beteiligte sich die Admiral Graf Spee zudem an der internationalen Seeblockade zur Durchsetzung eines Waffenembargos gegen Spanien, wobei der Kriegsmarine ein Küstenbereich im Mittelmeer etwa zwischen Almería und Valencia zugewiesen war. Auf der Rückreise von Spanien machte die Admiral Graf Spee in Großbritannien Halt, wo sie als Vertreterin Deutschlands an der Flottenschau anlässlich der Krönung von King Georg VI. am 20. Mai in Spithead teilnahm.
Das für den optischen Signalverkehr verwendete Rufzeichen war GS (Gustav Sophie). Anfang 1938 wurde die Admiral Graf Spee mit dem Schiffsradar FuMG 38 Seetakt ausgerüstet, womit es das erste Schiff der deutschen Kriegsmarine war, das ein Radargerät besaß. Das Seetakt-Radar arbeitete auf einer Wellenlänge von 82 cm (entspricht 365 MHz) und konnte Schiffsziele auf 25 km Entfernung orten.
Am 1. Oktober 1938 wurde Hans Langsdorff ihr dritter Kommandant und führte das Schiff zur „Heimholung des Memellandes“ im März 1939 in die Ostsee.

### Handelskrieg
Die Fahrt der Admiral Graf Spee unter dem Kommando von Kapitän zur See Hans Langsdorff begann noch vor dem Ausbruch des Zweiten Weltkrieges, da das Schiff Wilhelmshaven schon am Abend des 21. August 1939 verlassen hatte, um sich im Südatlantik in Warteposition zu begeben.

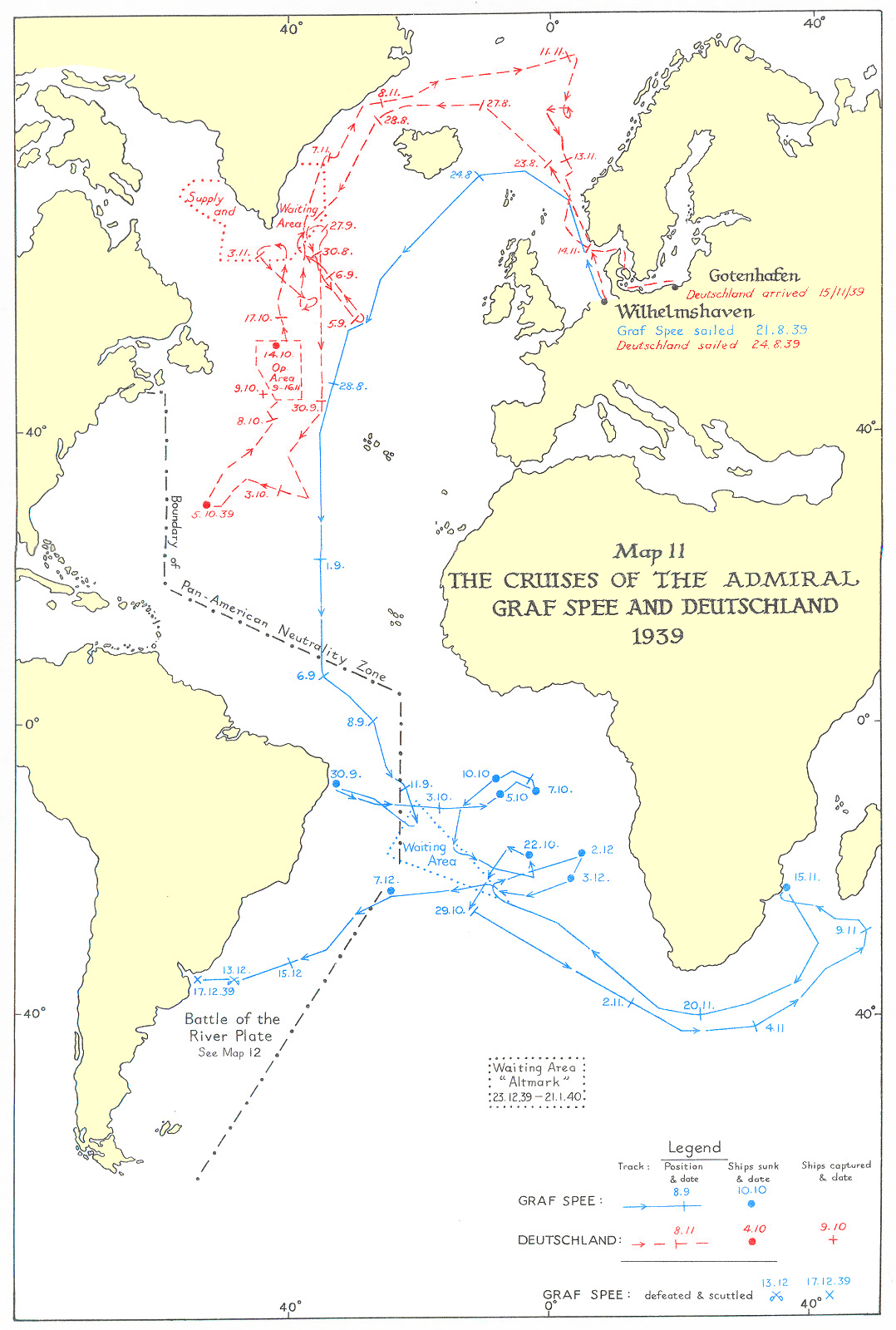
Fahrten der Admiral Graf Spee und des Schwesterschiffes Deutschland 1939

Am 1. September 1939 traf sich die Admiral Graf Spee erstmals auf offener See mit dem Flottenversorgungsschiff Altmark zur Dieselergänzung. Der Handelskrieg durch die Admiral Graf Spee begann am 26. September; an diesem Tag erhielt Kapitän Langsdorff den Befehl, alliierte Handelsschiffe anzugreifen. In der Zeit vom 30. September bis zum 7. Dezember konnte das Schiff im Atlantik und im Indischen Ozean insgesamt neun britische Handelsschiffe mit zusammen 50.089 Bruttoregistertonnen versenken, wobei es kein einziges Todesopfer gab. Bevor Langsdorff die aufgebrachten Schiffe versenkte, ließ er gemäß Prisenordnung den Besatzungen ausreichend Zeit, ihre Schiffe zu verlassen. Die Schiffbrüchigen sollten als Kriegsgefangene nach Deutschland gebracht werden. Dazu wurden 303 britische Seeleute an das Trossschiff Altmark übergeben, während die Offiziere auf der Admiral Graf Spee verblieben.
Die Clement (5051 BRT) der Reederei Booth-Steamship Co. aus Liverpool war mit einer Ladung von 500 t gemischter Fracht und 500 t Paraffinöl auf der Fahrt von New York nach Bahia, als sie am 30. September 1939 auf der Position 9° 45′ S, 34° 4′ W durch Artillerie versenkt wurde. Die Mannschaft des Schiffes erreichte in den Rettungsbooten die nahe brasilianische Küste. Durch diese Versenkung wurde die britische Admiralität zum ersten Mal von der Anwesenheit eines deutschen Panzerschiffes im Atlantik unterrichtet.
Die Newton Beach (4651 BRT) der Tyneside Lines aus Newcastle mit 7000 t Mais war auf der Fahrt von Kapstadt nach Großbritannien, als sie am 5. Oktober 1939 auf der Position 9° 35′ S, 6° 30′ W aufgebracht und am 8. Oktober 1939 auf der Position 7° 45′ S, 3° 44′ W durch Sprengung versenkt wurde. Vor der Versenkung gelang es dem Funker, einen RRR-Ruf zu senden, durch den der britische Schwere Kreuzer Cumberland alarmiert wurde, der ganz in der Nähe stand. Es kam jedoch nicht zu einem Zusammentreffen. Die Besatzung wurde von der Admiral Graf Spee übernommen.
Die Ashlea (4222 BRT) der Cliffside Shipping Co. aus Newcastle war mit 7200 t Rohzucker auf der Fahrt von Durban nach Großbritannien, als sie am 7. Oktober 1939 auf der Position 9° 52′ S, 3° 28′ W versenkt wurde.
Die Huntsman (8196 BRT) der Reederei T. & J. Harrison aus Liverpool wurde am 10. Oktober 1939 auf der Position 8° 30′ S, 5° 15′ W zunächst aufgebracht und am 17. Oktober 1939 auf der Position 16° 11′ S, 17° 6′ W durch Sprengung versenkt. Sie war mit einer Fracht von 10.000 tn.l. Tee, Leder, Fellen und Teppichen auf der Fahrt von Kalkutta nach London. Die Besatzung wurde von der Admiral Graf Spee übernommen.

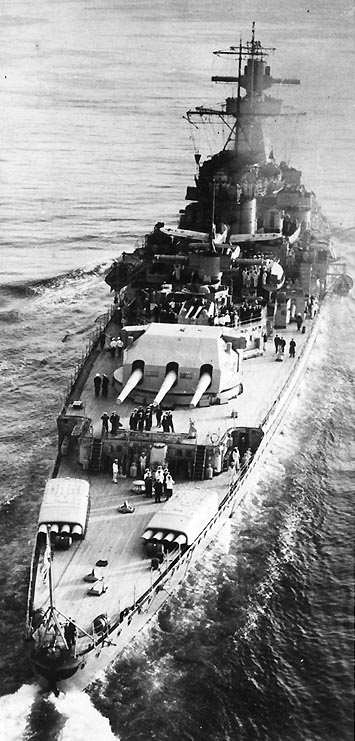
Mittschiffs die Arado Ar 196 A-1 auf Katapult, April 1939

Die Trevanion (5291 BRT) der Reederei Hain Steamship Co. aus London war mit 8835 t Zinkerz auf der Fahrt von Port Pirie nach Großbritannien, als sie am 22. Oktober 1939 auf der Position 19° 40′ S, 4° 20′ O versenkt wurde. Dem Funker gelang die Absetzung einer RRR-Meldung, deren Folge eine großangelegte Suchaktion des Commander in Chief South Atlantic war, die in Bezug auf die Admiral Graf Spee erfolglos blieb, jedoch das Aufbringen von fünf deutschen Handelsschiffen zur Folge hatte.
Die Africa Shell (706 BRT), ein britischer Motortanker einer Reederei aus London, war auf einer Leerfahrt von Quelimane nach Lourenço Marques, als sie am 15. November in der Straße von Mosambik in der Nähe von Cape Zavora durch Sprengung versenkt wurde. Die gesamte 29-köpfige Besatzung erreichte in den Rettungsbooten das 10 sm entfernte Cape Zavora.
Der britische Turbinenfrachter Doric Star (10.086 BRT) der Reederei Blue Star Line aus London mit einer Ladung aus Getreide, Wolle und Fleisch war auf der Fahrt von Auckland nach Großbritannien, als sie am 2. Dezember 1939 durch Sprengung, Beschuss und Torpedierung versenkt wurde. Dem Funker gelang die Absetzung einer RRR-Meldung, welche die britische Admiralität über den neuen Standort der Admiral Graf Spee informierte. Die 64-köpfige Besatzung wurde vollzählig übernommen.
Das Kühlschiff Tairoa (7983 BRT) der Reederei Furness Lines aus Southampton war mit 12.000 t Gefrierfleisch auf der Fahrt von Melbourne nach Großbritannien, als sie am 3. Dezember 1939 im Südatlantik durch Beschuss und Torpedierung auf der Position 20° 20′ S, 3° 5′ O versenkt wurde. Dem Funker gelang ebenfalls die Absetzung einer RRR-Meldung, durch welche die Position der Admiral Graf Spee bekannt wurde.
Der Frachter Streonshalh (3895 BRT) der Reederei Headlam & Son aus Whitby war mit einer Ladung aus 5900 t Weizen auf der Fahrt von Buenos Aires nach London, als er am 7. Dezember 1939 auf der Position 25° 0′ S, 27° 50′ W versenkt wurde.
Am 6. Dezember bunkerte die Admiral Graf Spee zum neunten und letzten Mal bei der Altmark Treibstoff. In der Abenddämmerung wurde eine Scheinwerferübung gegen die Altmark angesetzt, da am 14. November nachts beim Anhalten des niederländischen Dampfers Holland die Suchscheinwerfer nicht optimal eingesetzt worden waren. Während dieser Übung wurde ein unbeleuchtetes Schiff entdeckt, dessen Nationalität nicht erkennbar war und das auch nicht angegriffen wurde. Wie sich später herausstellte, war es ein norwegischer Frachter, der seine Beobachtung umgehend über Kurzwelle nach London funkte.

### Gefecht vor dem Río de la Plata

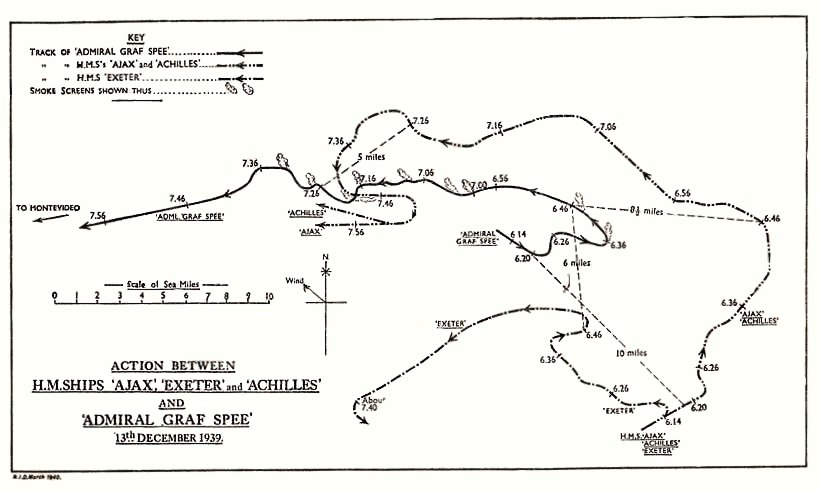
Karte der Manöver während des Gefechts

Vor dem Rückmarsch in die Heimat wollte Langsdorff noch einmal an die Ostküste Südamerikas gehen in der Hoffnung, auf einen schwach gesicherten britischen Geleitzug zu treffen. Nach der letzten Ölergänzung beim Trossschiff Altmark nahm das Panzerschiff Kurs dorthin. Am 13. Dezember 1939 traf die Admiral Graf Spee vor der Mündung des Río de la Plata auf einen gegnerischen Schiffsverband, bestehend aus dem britischen Schweren Kreuzer Exeter sowie dem britischen Leichten Kreuzer Ajax, Flaggschiff des Kommodore Henry Harwood, und dem neuseeländischen leichten Kreuzer Achilles. Um 05:20 Uhr befand sich das britische Geschwader bei Position 34° 34' Süd 48° 17' West, 390 Seemeilen (720 km) östlich von Montevideo. Um 06:10 Uhr wurde Rauch aus nordwestlicher Richtung gesichtet. Daraufhin schwenkte die Exeter aus der Schlachtenlinie, um dies zu untersuchen. Um 06:16 Uhr signalisierte sie per Leuchtmelder: „Ich glaube, es ist ein Schlachtschiff“, woraufhin Kapitän Bell befahl, die Flagge „N“ am Mast zu hissen – „Feind in Sicht“. Der Verband wurde zunächst fälschlich für einen von einem Hilfskreuzer begleiteten Konvoi gehalten, dann für einen Leichten Kreuzer in Begleitung von zwei Zerstörern. Da die Aufklärungsflugzeuge der Graf Spee nicht zur Verfügung standen, musste sich Langsdorff auf seine Ausgucke verlassen. Er entschied sich für einen Angriff, obwohl er am 4. Dezember einen weitgehend genauen Bericht des deutschen Marinestabs erhalten hatte, in dem die britischen Aktivitäten am Río de la Plata beschrieben wurden. Dieser Bericht enthielt die Information, dass die Ajax, die Achilles, die Cumberland und die Exeter an der südamerikanischen Küste patrouillierten. Erst nach der Feuereröffnung, als aufgrund der höheren Geschwindigkeit der britischen Schiffe kein Abbruch des Gefechts mehr möglich war, identifizierte man die Schiffe richtig. Statt die britischen Schiffe auf Abstand zu halten und so den Reichweitenvorteil seiner größeren Geschütze auszunutzen, befahl Langsdorff, mit voller Fahrt auf sie zuzufahren. Dadurch geriet das Schiff in den Feuerbereich des Gegners. Harwood teilte seinen Verband auf, um die Feuerkraft der Graf Spee zu splitten und das Schiff von zwei Seiten unter Beschuss nehmen zu können. Im Laufe der Seeschlacht wurde die Exeter schwer beschädigt (Ausfall der schweren Artillerie, 61 Tote und 23 Verwundete) und außer Gefecht gesetzt. Die beiden Leichten Kreuzer, aber auch die Admiral Graf Spee erhielten Beschädigungen. Auf dem deutschen Panzerschiff gab es 36 Tote sowie 60 Verwundete. Langsdorff brach das Gefecht ab und lief in Montevideo ein, um Reparaturarbeiten ausführen zu lassen sowie Proviant zu übernehmen und dann die Heimfahrt nach Deutschland anzutreten.

### In Montevideo

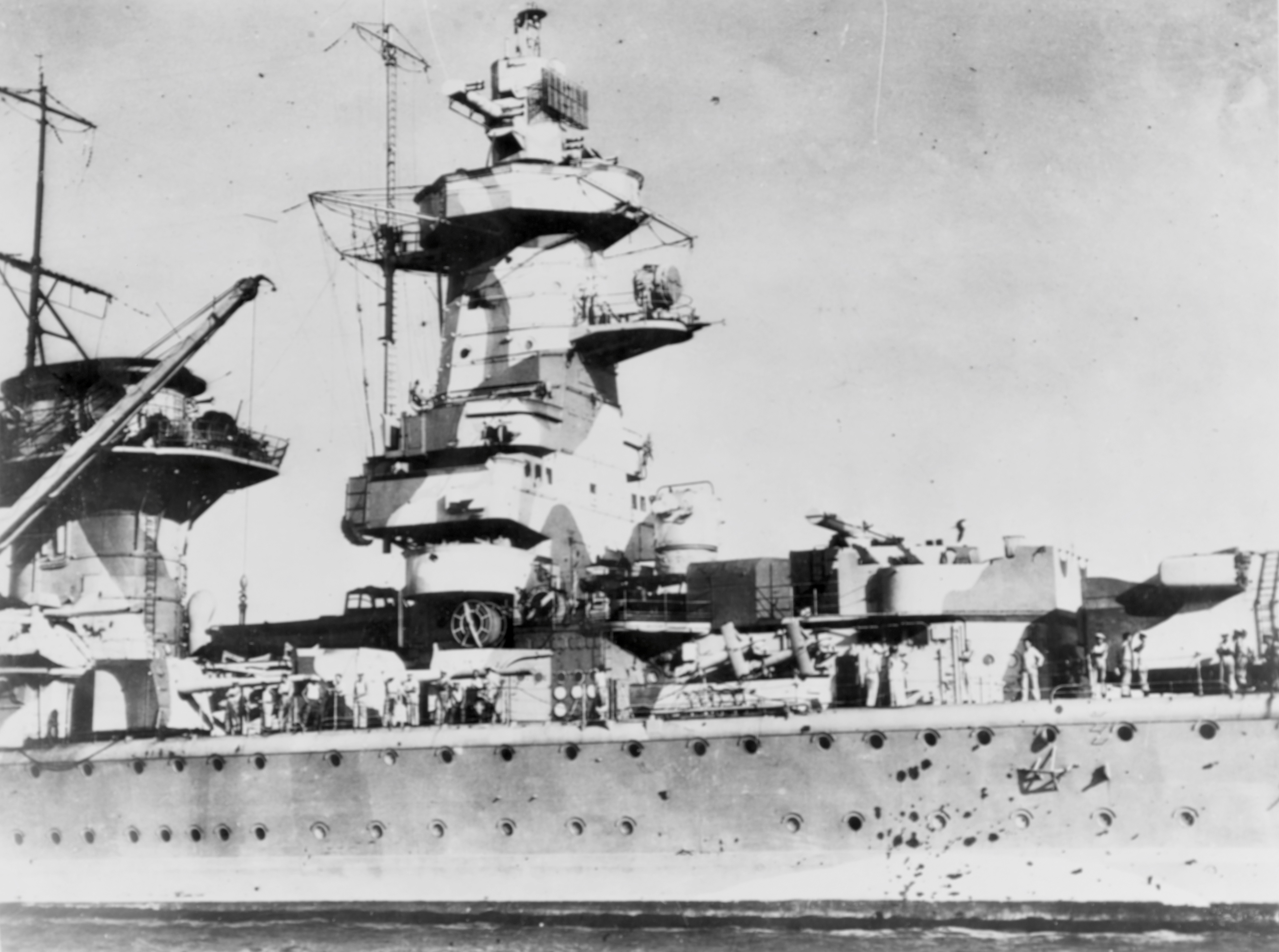
Sichtbare Gefechtsschäden. Radarantenne für FuMG 38G „Seetakt“ auf dem vorderen Entfernungsmesser

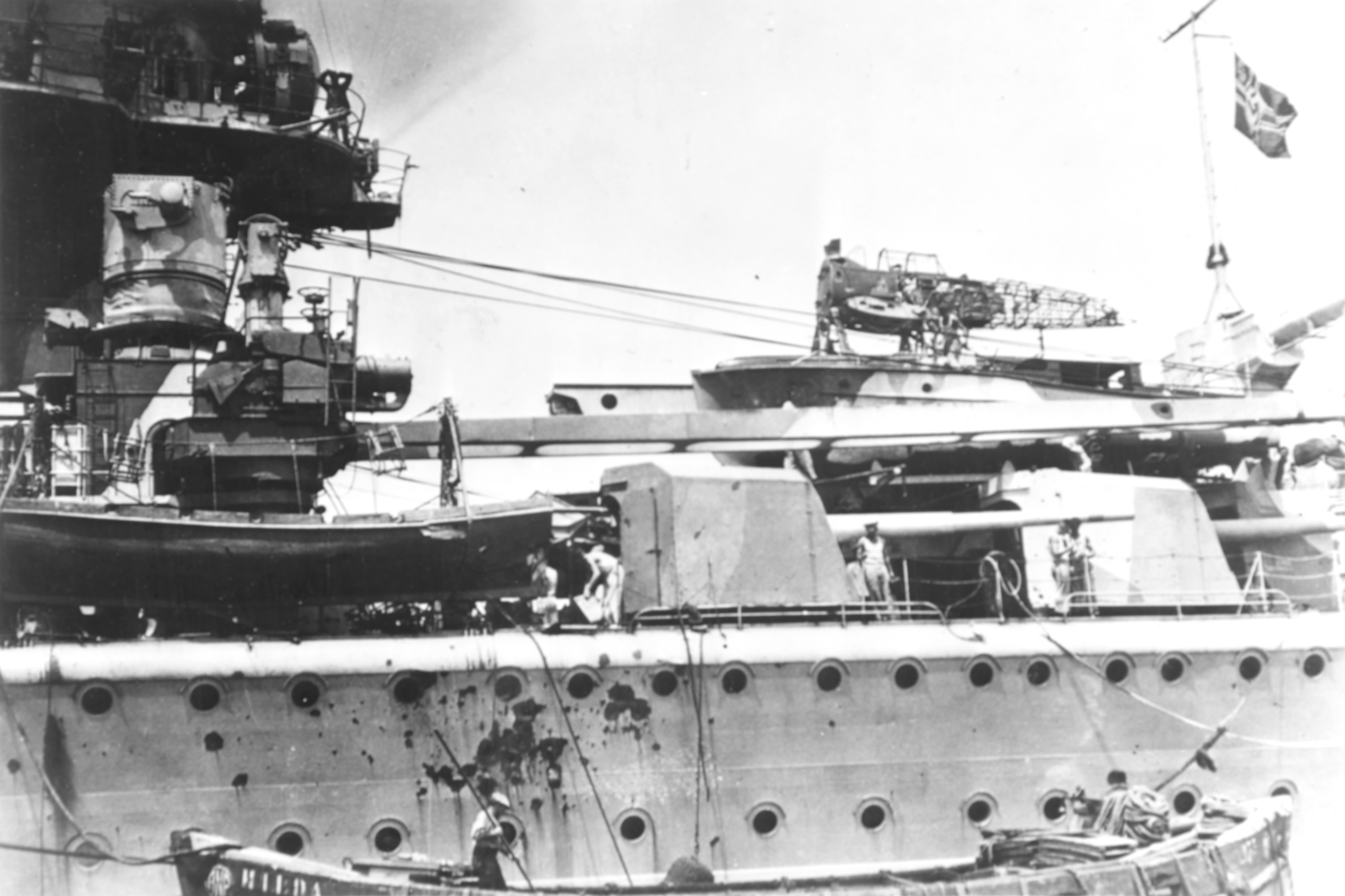
Ausgebranntes Bordflugzeug, seitliche 15-cm-Geschütze

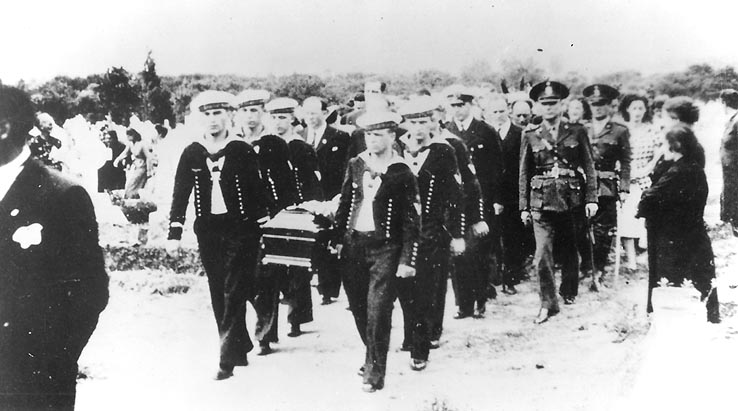
Beerdigung von Kapitän Langsdorff in Buenos Aires im Dezember 1939

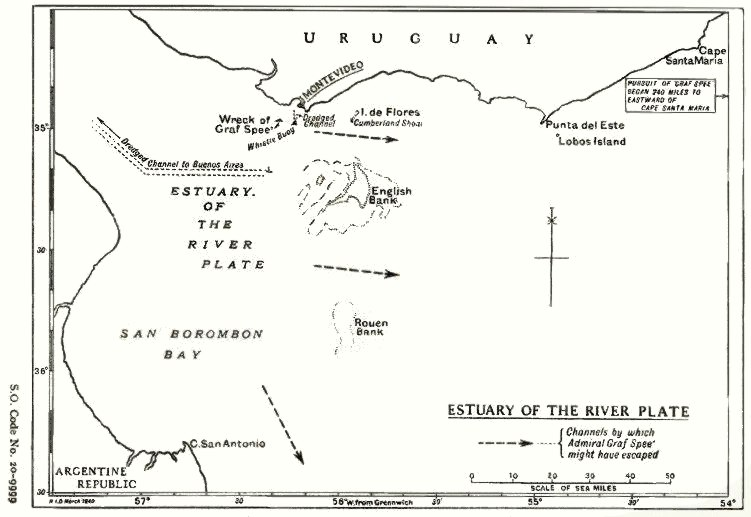
Die drei Ausfahrtmöglichkeiten

Der britische Botschafter in Montevideo, Eugen Millington-Drake, handelte mit der Regierung Uruguays aus, dass das deutsche Panzerschiff den Hafen innerhalb von 72 Stunden wieder zu verlassen habe – einer Zeitspanne, die zu kurz war, um die dringenden Reparaturen auszuführen, aber lang genug, die britische Verstärkung herankommen zu lassen. Zugleich telegraphierte der deutsche Gesandte aus Montevideo Otto Langmann am 16. Dezember 1939, 9:00 Uhr an das Auswärtige Amt in Berlin unter anderem folgende originale Passage:

„Überlegene schwere Streitkräfte, die von Bord einwandfrei festgestellt, lassen Kommandanten Abschütteln Fühlunghalter und damit erfolgreichen Durchbruch nach Heimat ausgeschlossen erscheinen. 14-tägige Frist würde hieran nichts ändern, Zusammenziehen Feindstreitkräfte nur erleichtern. In Übereinstimmung mit Marineattaché halte ich Internierung Schiff in jedem Falle für schlechteste Lösung. Sprengung selbst in flachen La Plata-Gewässern mit folgender Internierung Besatzung vorzuziehen. Begründung Munitionserschöpfung. […] Für gegenwärtige deutschfreundliche Haltung nicht nur Präsident, sondern auch Außenminister vorliegen übereinstimmende Berichte mehrerer Vertrauensleute. Präsident äußerte private Hoffnung baldiges Erscheinen deutscher U-Boote zwecks Sprengung (britischer) Blockierung La Plata.“

Nach britischen Quellen war diese Lagemeldung durch beabsichtigte Fehlinformation des britischen Geheimdienstes MI6 verursacht, die der deutschen Seite einen überlegenen feindlichen Kampfverband auf hoher See vorspiegelte.
Das internationale Seerecht sah vor, dass kein Kriegsschiff einen Hafen verlassen durfte, wenn in den letzten 24 Stunden zuvor ein Handelsschiff der gegnerischen Seite diesen verlassen hatte. Deshalb sorgte der britische Botschafter dafür, dass jeden Tag ein britisches Handelsschiff den Hafen verließ, und verzögerte so das Auslaufen der Admiral Graf Spee. Die britische Verstärkung, die bereits auf dem Weg war, benötigte noch Zeit. Inzwischen überwachten die Ajax und die Achilles die La-Plata-Mündung gemeinsam mit der  Cumberland, die sich von den Falklandinseln kommend Harwoods Verband anschloss, um die zur Reparatur entlassene Exeter zu ersetzen.
Auf der Admiral Graf Spee war die Hauptartillerie intakt, allerdings war das vordere Artillerieleitgerät außer Gefecht gesetzt. Bei der Mittelartillerie waren ein Geschütz nicht gefechtsbereit und die Munitionsaufzüge teilweise ausgefallen. Schwerwiegender waren die Rumpfschäden am Steuerbordbug. Diese lagen an einer Stelle, an der der Rumpf starken mechanischen Belastungen durch das Wellenprofil ausgesetzt war. Im Ergebnis wäre das Schiff den Bedingungen im winterlichen Nordatlantik nicht gewachsen gewesen. Außerdem waren ein Großteil der Mehlvorräte durch Seewasser verdorben und die Mehrzahl der Kombüsen zerstört, sodass die Versorgung der Besatzung auf See in Frage gestellt war. Die Antriebsanlage hingegen war im Wesentlichen unbeschädigt.
Der Aufenthalt des Schiffes wurde  dazu genutzt, um die Gefallenen des Gefechtes zu bestatten, die auf dem Nordfriedhof von Montevideo mit militärischen Ehren begraben wurden. Auf Druck Großbritanniens hin sollte die Admiral Graf Spee aber bereits nach 72 Stunden wieder auslaufen. Bevor das Schiff wieder ankerauf ging, wies Langsdorff in einer Protestnote an die uruguayische Regierung darauf hin, dass er gegen alle Satzungen der Neutralität gezwungen sei, mit einem Schiff auszulaufen, das nicht seetüchtig sei, obwohl 1914 dem britischen Leichten Kreuzer Glasgow nach dem Seegefecht bei den Falklandinseln gegen ein deutsches Geschwader über 30 Tage für Reparaturarbeiten gewährt worden waren. Die nötigen Instandsetzungsarbeiten waren aber trotz der Hilfe in Uruguay lebender deutscher Freiwilliger und von den Besatzungen zweier deutscher Handelsschiffe im Hafen von Montevideo in der 72-Stunden-Frist nicht zu schaffen. Den Briten waren die tatsächlichen Schäden auf der Graf Spee unbekannt.

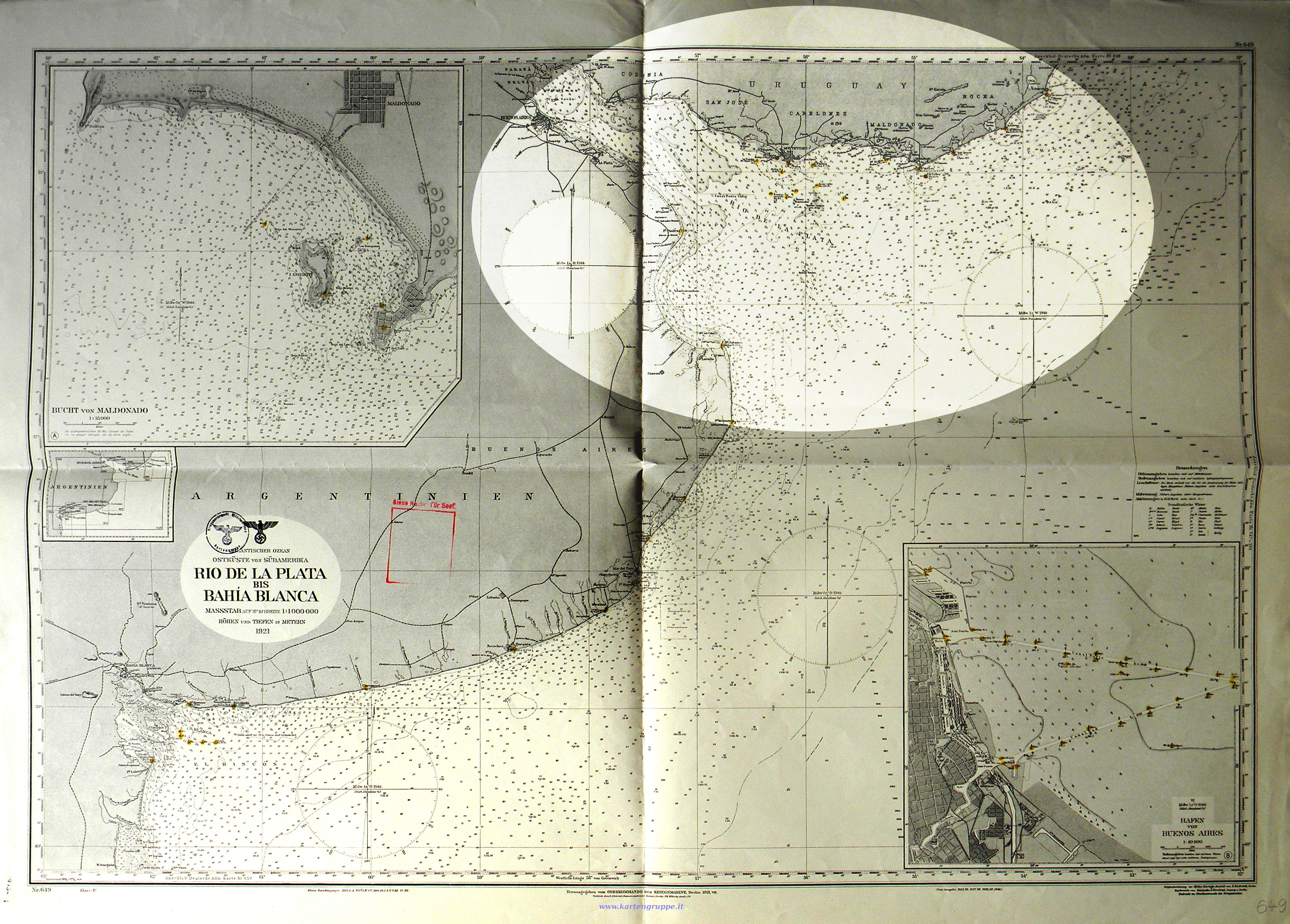
Marine-Seekarte der Gewässer vor Montevideo

Am 16. Dezember nachts um 1 Uhr schickte Langsdorff einen Funkbericht an das Oberkommando der Kriegsmarine nach Berlin, in dem er vorschlug: „Wenn es möglich ist, werden wir versuchen, kämpfend nach Buenos Aires durchzubrechen, unter Verwendung der verbliebenen Munition.“ Buenos Aires, die Hauptstadt Argentiniens, liegt an der Südseite des Río de la Plata, wo Langsdorff hoffte, bessere Möglichkeiten für das weitere Schicksal des Schiffes zu finden. Noch am selben Tag genehmigte das deutsche Marineoberkommando den Vorschlag. Eine Durchführung des Durchbruchs nach Argentinien war aber nicht möglich, weil sich herausstellte, dass die Admiral Graf Spee beim Ausfahren wegen der geringen Wassertiefe der La-Plata-Mündung lange an den Schifffahrtskanal gebunden geblieben wäre und nicht hätte militärisch manövrieren können, während die britischen Kriegsschiffe auf See ein leichtes Ziel für ihre Geschütze gehabt hätten. Vor dem Auslaufen ließ Langsdorff die Offiziere der gekaperten Schiffe frei, die noch an Bord der Spee gefangen gehalten worden waren. Zusätzlich verblieben für das folgende Manöver lediglich fünf Offiziere und einige Mannschaftsdienstgrade an Bord.

### Selbstversenkung des Schiffes

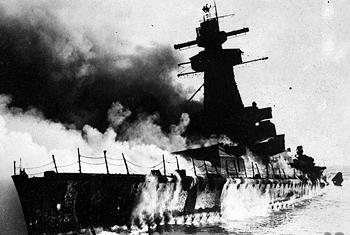
Das brennende Wrack der Admiral Graf Spee vor Montevideo

Am 17. Dezember 1939 um 18:15 Uhr verließ die Admiral Graf Spee den Hafen von Montevideo. Tausende waren zusammengekommen, um das Auslaufen zu beobachten. Nach drei Seemeilen ließ Kapitän Langsdorff ankern und Sprengsätze im ganzen Schiff scharfmachen. Die restliche Besatzung von 40 Mann – der größte Teil war ja schon in Montevideo heimlich an Land geschickt worden – ging von Bord. Um 19:52 Uhr detonierten die Sprengladungen; das Schiff legte sich auf den nur wenige Meter tiefen Grund der Flussmündung des La Plata und brannte drei Tage lang. Die Besatzung der Admiral Graf Spee begab sich nunmehr nach Buenos Aires. Kapitän Langsdorff war aufgrund verschiedener gut platzierter Fehlinformationen der Briten zu dem Schluss gekommen, dass außerhalb des Hafens weitere Schlachtkreuzer auf ihn warten würden. So war über das Radio vermeldet worden, dass das französische Schlachtschiff Dunkerque eingetroffen sei. Ebenfalls hatte eine Meldung seines Ersten Artillerieoffiziers, Paul Ascher, diese Einschätzung vermeintlich bestätigt. Ascher hatte vermeintlich den Schlachtkreuzer Renown und den Flugzeugträger Ark Royal identifiziert.
Am 20. Dezember 1939 erschoss sich Langsdorff in Buenos Aires.  Drei Tage später wurde er auf dem deutschen Friedhof von Buenos Aires unter großer Beteiligung der Bevölkerung beigesetzt. Die Kommandanten und Offiziere der versenkten und gekaperten Schiffe nahmen an der Beisetzung teil und legten einen Kranz nieder. Später ließen sich viele Besatzungsmitglieder der Admiral Graf Spee in der Kleinstadt Villa General Belgrano in der Nähe der argentinischen Stadt Córdoba nieder, die bis heute in Architektur und Traditionen deutsche Spuren zeigt.
Großadmiral Erich Raeder erließ zwei Tage nach Langsdorffs Suizid als Reaktion auf die Selbstversenkung den Befehl: „Das deutsche Kriegsschiff kämpft unter vollem Einsatz seiner Besatzung bis zur letzten Granate, bis es siegt oder mit wehender Fahne untergeht.“

### Telegramm des deutschen Gesandten
In der Berichterstattung im Deutschen Reich wurden die Tatsachen zu Propagandazwecken verdreht. Am 22. Dezember 1939 wurde infolgedessen das folgende Telegramm des deutschen Gesandten aus Montevideo Otto Langmann an das Auswärtige Amt in Berlin abgesetzt:

„Bitte dringend auf DNB (Deutsches Nachrichtenbüro) einzuwirken, unwahre Meldungen über übles Verhalten britischer Seeleute an Gräbern der Graf Spee-Männer zu stoppen und zu dementieren. Die Unwahrheit ist hier offenbar und schädigt lediglich Glaubwürdigkeit aller DNB-Meldungen, ohne zu nützen. Die Ritterlichkeit der aufgebrachten britischen Seeleute ist in der (süd-)amerikanischen Presse über United Press unter Würdigung des guten Verhaltens der Spee-Besatzung ihnen gegenüber hinreichend verbreitet, sodaß die Toten-Meldung des DNB von vornherein als unglaubwürdig gegen uns ausgenutzt wird, wie es bereits in einigen Blättern geschehen ist. Die Einstellung der südamerikanischen Öffentlichkeit den Toten der Spee gegenüber ist so anerkennend und mitfühlend, daß solche Falschmeldungen für Deutschland endgültig vernichtend und die Öffentlichkeit hier rettungslos in die Arme der Feindpropaganda treibt.“

### TrossschiffAltmark
Das Trossschiff Altmark versuchte nun, sich unter der Führung von Kapitänleutnant d. R. Heinrich Dau allein in die Heimat durchzuschlagen. Zunächst wich es nach Süden aus, wo die Briten das Schiff am wenigsten vermuteten. Einige Wochen später wagte sich der Tanker wieder nach Norden und passierte unbehelligt den Äquator, den Nordatlantik sowie die Dänemarkstraße. Mitte Februar 1940 erreichte er bei Trondheim neutrale Gewässer. Verhandlungen mit der norwegischen Marine zwecks Lotsenstellung und Weiterfahrt innerhalb der Dreimeilenzone erwiesen sich als schwierig. Am 16. Februar wurde die Altmark in Begleitung von norwegischen Torpedobooten zuerst von britischen Flugzeugen und später von britischen Zerstörern gesichtet. Trotz den Neutralitätsvorschriften kamen die Zerstörer näher und versuchten, die Altmark in die offene See zu zwingen. Diese flüchtete daraufhin in den Jøssingfjord. Nach dem Einbruch der Dunkelheit folgten die britischen Zerstörer. Ein Rammversuch durch die Altmark endete damit, dass sie auf Grund lief. Nachdem der Zerstörer Cossack längsseits gegangen war, befreiten britische Truppen 303 gefangene britische Seeleute; sieben deutsche Seeleute kamen dabei ums Leben. → Hauptartikel Altmark-Zwischenfall

## Bergungsversuche

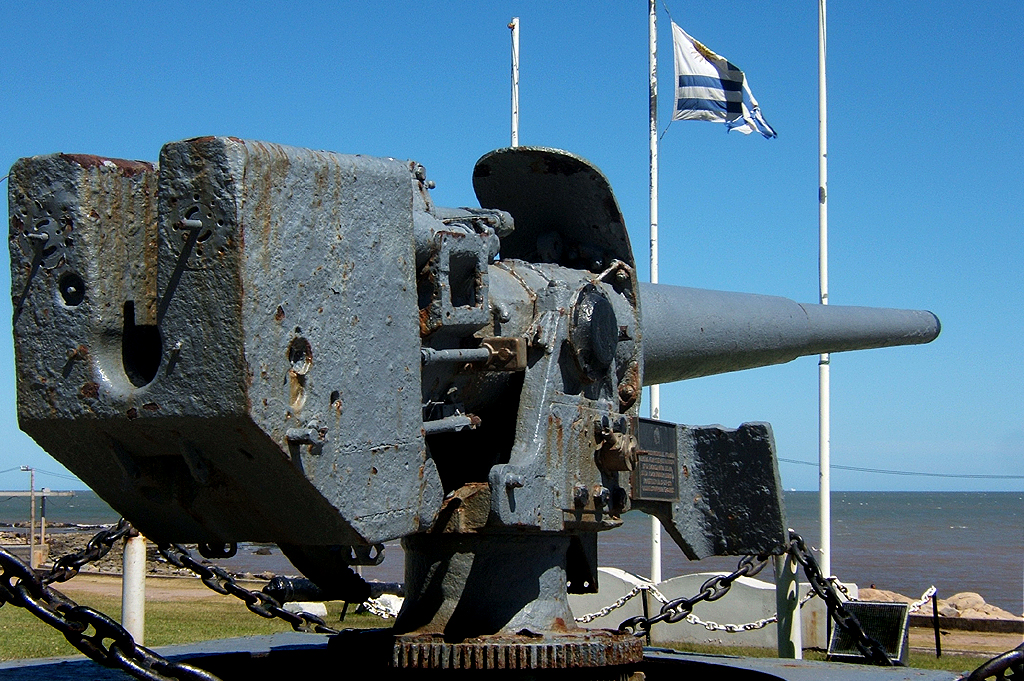
Das gehobene 15-cm-Geschütz der Admiral Graf Spee

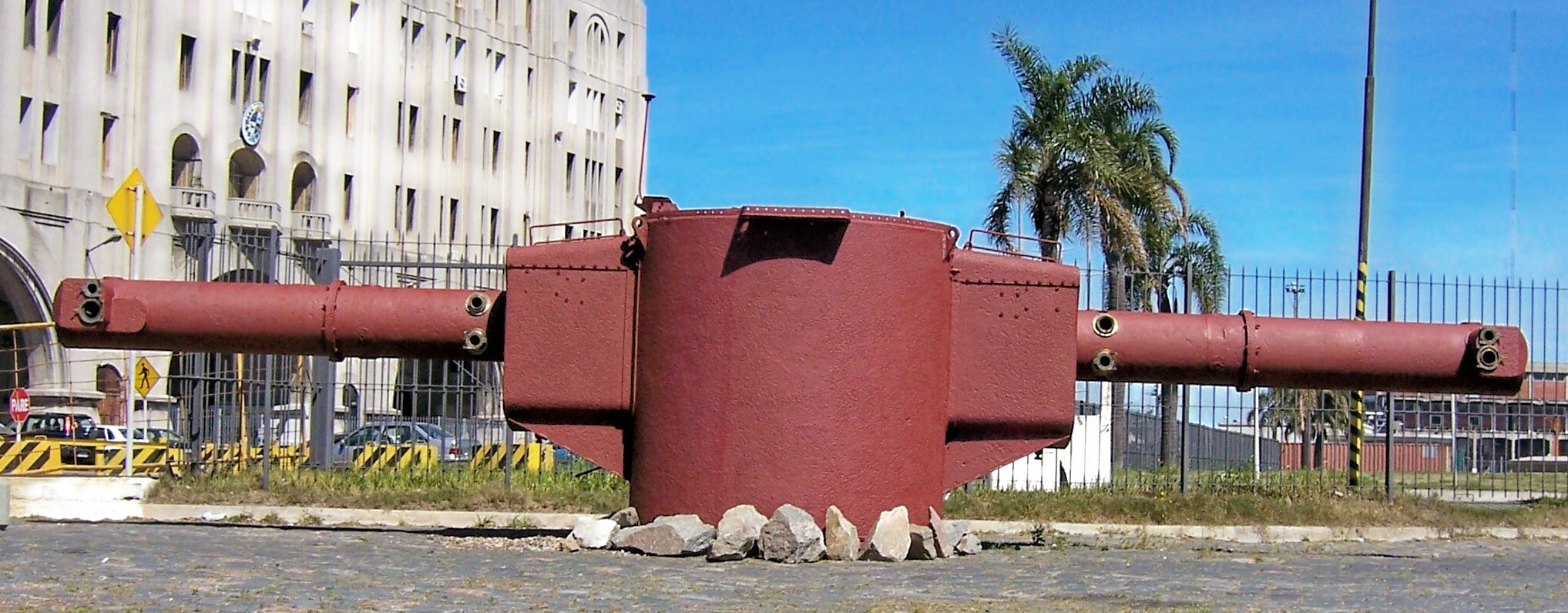
Geborgener Entfernungsmesser der Admiral Graf Spee in Montevideo

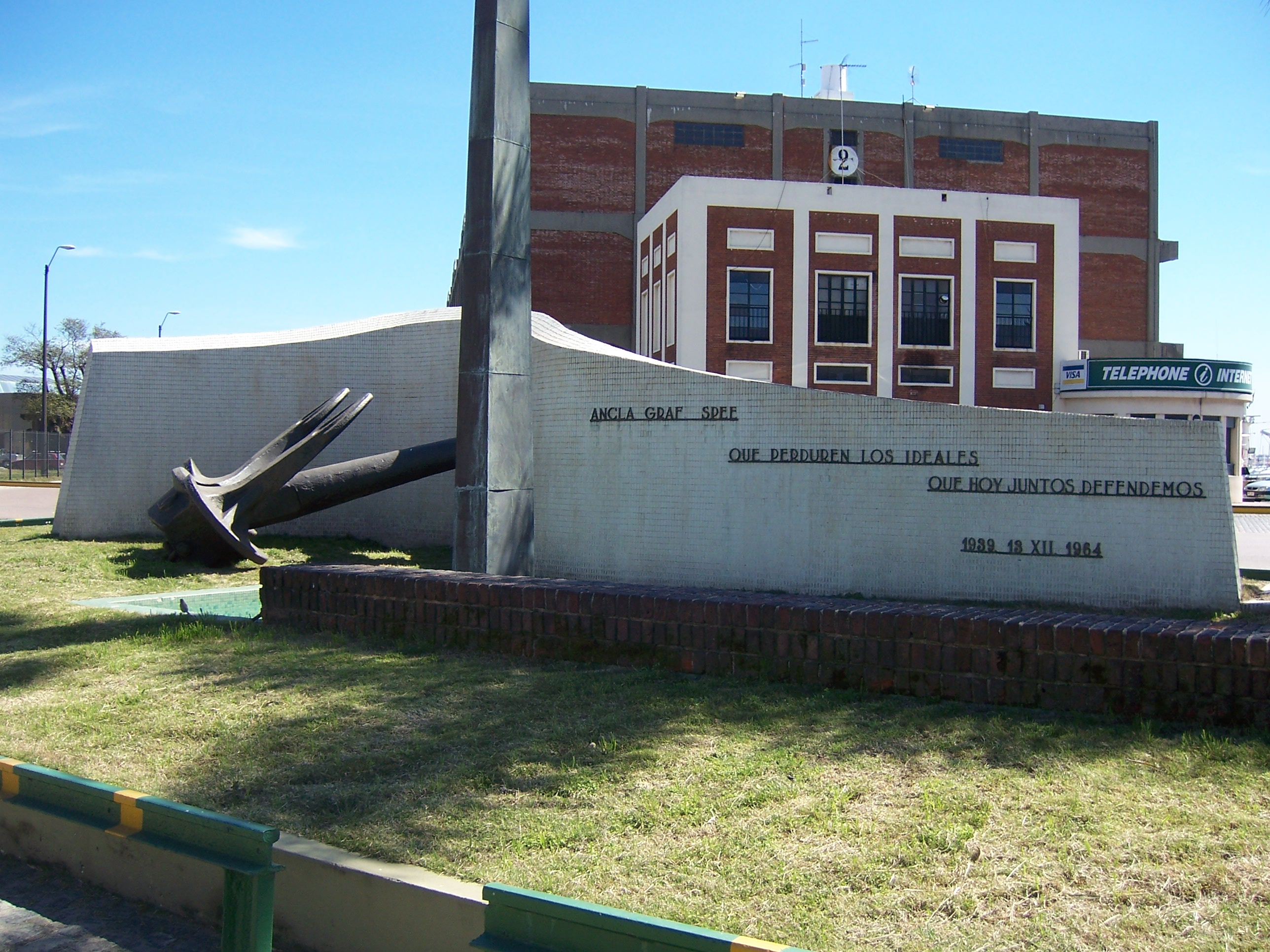
Denkmal für die Admiral Graf Spee im Hafen von Montevideo

Als erstes wurde 1997 ein 15-cm-Geschützrohr gehoben, das heute in Montevideo vor dem Museo Naval aufgestellt ist. Zu Beginn des Jahres 2004 wurde bekannt geben, dass das ganze Wrack gehoben werden soll. Trotz Protest der Bundesregierung, welche die Bundesrepublik Deutschland als Eigentümerin des Panzerschiffs sah, begann man im Februar 2004 damit, das Wrack mit Hilfe eines Schwimmkrans aus acht Metern Tiefe zu heben. Diese Bergungsaktion finanzierten private Investoren und der Staat Uruguay, da das Wrack zunehmend die Schifffahrt gefährdete. Am 25. Februar 2004 wurde das erste größere Stück geborgen. Es war einer der beiden optischen Entfernungsmesser, der mit seiner gepanzerten Drehhaube ein Gewicht von 27 Tonnen hat und auf einem der beiden Artillerieleitstände montiert war.
Im Februar 2006 wurde der 400 kg schwere, auf einem Eichenlaubkranz mit Hakenkreuz stehende Bronzeadler geborgen. Der Adler ist rund zwei Meter groß, hat eine Flügelspannweite von 2,8 Metern und befand sich am Heck der Admiral Graf Spee. Im August 2006 löste die Ankündigung der privaten Bergungsfirma, den Adler gegen den Willen der uruguayischen Regierung verkaufen zu wollen, eine heftige Debatte aus. Neonazi-Gruppen seien sehr daran interessiert, den Adler zu kaufen. Die Frankfurter Rundschau berichtete, ein Unbekannter sei bereit, dafür 3 Millionen US-Dollar zu zahlen. Im Juni 2019 ordnete ein uruguayisches Gericht an, dass die Regierung den Bronzeadler zu verkaufen habe. 2022 entschied dagegen der Oberste Gerichtshof Uruguays, dass der Bronzeadler Staatseigentum sei. Im Juni 2023 teilte Uruguays Präsident Luis Lacalle Pou mit, dass der Adler eingeschmolzen und das Material zur Fertigung einer Friedenstaube verwendet werden solle; diese Entscheidung wurde aber nach wenigen Tagen wieder zurückgenommen.
Die Bergung des gesamten Wracks sollte im Jahr 2007 abgeschlossen werden. Eine Ausstellung der geborgenen Wrackstücke wurde geplant. Weitere Bergungsversuche sind bis 2012 jedoch immer wieder an rechtlichen und technischen Schwierigkeiten gescheitert; ein Ergebnis oder Ende ist nicht abzusehen.
Der gehobene Anker der Admiral Graf Spee bildet seit einigen Jahren den Mittelpunkt eines Denkmals, das in einem gesperrten Bereich des Hafens von Montevideo steht, der nur Touristen zugänglich ist, welche die Fährverbindung nach Buenos Aires nutzen.

## Kommandanten
| 6. Januar 1936 bis 1. Oktober 1937 | Kapitän zur See Conrad Patzig   |
| 2. Oktober 1937 bis Oktober 1938   | Kapitän zur See Walter Warzecha |
| Oktober 1938 bis 17. Dezember 1939 | Kapitän zur See Hans Langsdorff |

## Technik

### Schiffsmaße
Die Admiral Graf Spee hatte eine Gesamtlänge von 186 m, eine Kielwasserlinie von 181,70 m, eine Breite von 21,65 m und einen Tiefgang von 7,40 m. Die Verdrängung lag zwischen 11.887 t und 16.280 t.

### Antrieb
Die Admiral Graf Spee war mit acht doppeltwirkenden MAN-Neunzylinder-Zweitaktdieselmotoren des Typs M9Z 42/58 ausgestattet, die eine Zylinderbohrung von 420 mm und einen Kolbenhub von 580 mm hatten. Diese trieben zwei dreiflügelige Propeller von 4,4 m Durchmesser mit einer Drehzahl von 250/min an. Die Motoren entwickelten insgesamt ungefähr 54.000 PSw (40 MWw) Leistung; die Höchstgeschwindigkeit betrug 28,5 Knoten (53 km/h). Das Schiff konnte maximal 2.500 t Flüssigkraftstoff mitführen, was ihm bei 13 Knoten (24 km/h) eine Reichweite von 8.900 Seemeilen (16.500 km) ermöglichte. Die Besatzung des Schiffes bestand aus 1150 Offizieren und Mannschaften.

### Bewaffnung
Die Hauptbewaffnung bestand aus sechs 28-cm-Schnellfeuerkanonen in zwei Dreifach-Geschütztürmen vor und hinter den Aufbauten. Die Geschütze waren auf Drh-LC/28-Lafetten mit einem Seitenrichtbereich von −150 bis +150 Grad montiert. Die Kanonen selbst wogen 45 t und hatten bei einer maximalen Erhöhung von 30 Grad und einer Mündungsgeschwindigkeit von 740 m/s eine Reichweite von 25.640 m. Sie verschossen 284 kg schwere Granaten mit einer Kadenz von etwa zwei Schuss pro Minute.
Die Sekundärbewaffnung bestand aus acht 15-cm-Kanonen, die jeweils mittschiffs angeordnet waren. Die Kanonen waren in einzelnen MPLC/28-Lafetten mit einem Seitenrichtbereich von 360 Grad montiert. Die Kanonen selbst wogen etwa 9 t und hatten bei einer maximalen Erhöhung von 40 Grad und einer Mündungsgeschwindigkeit von 875 m/s eine Reichweite von 23.000 m. Sie verschossen 45,5 kg schwere Granaten mit einer Kadenz von etwa sieben Schuss pro Minute.

### Panzerung
Die Admiral Graf Spee hatte einen Gürtelpanzer aus Krupp-Zementstahl; dieser erstreckte sich von der vorderen bis zur hinteren Barbette, wo er in 40-mm-Querschotten endete. Mittschiffs war er 80 mm dick und verjüngte sich nach achtern auf 30 und zum Bug auf 10 mm. Darunter verlief ein weiterer Plankengang über die gleiche Länge mit einer Dicke von 50 mm. Im Inneren des Rumpfes wurde der Gürtel durch ein 45 mm dickes Torpedoschott erweitert. Das Schiff war zum Schutz vor horizontalen Angriffen mit einem Panzerdeck versehen. Mittschiffs war es 30 mm dick und setzte sich nach vorn und achtern mit 45 mm fort. Der vordere Kommandoturm war rundherum mit 150 mm gepanzert und hatte ein 50 mm dickes Dach, der hintere Kommandoturm hatte 50 mm dicke Seiten und ein 20 mm dickes Dach. Die Geschütztürme der 28-cm-Kanonen hatten eine 140 mm dicke Front und 85 mm dicke Seitenwände. Die Barbetten waren 100 mm dick. Die Dicke der Dächer reichte von 85 bis 105 mm. Die 15-cm-Geschütze waren mit 10 mm starken Geschützschilden zum Schutz vor Splittern gepanzert.